# Survivor Hrvatska
Survivor Hrvatska je hrvatska inačica istoimena međunarodna reality showa. U emisiji se pojavljuje skupina natjecatelja, koji su napušteni na izoliranom mjestu. Moraju sami sebi osigurati hranu, vodu, vatru i sklonište. Natjecatelji se natječu u raznim izazovima za nagrade i imunitet od eliminacije. Natjecatelji se progresivno eliminiraju iz igre jer ih drugi natjecatelji izbacuju s otoka.
Serija je prvi put prikazana na HRT-u 2 2005. godine s naslovom Survivor: Odisejev otok. Iste godine je reality otkazan. Godine 2012. četvrta sezona showa Survivor Srbija prikazana je na hrvatskom kanalu RTL Televizije i druga je hrvatska sezona showa. Treća sezona, višedržavna, prikazivala se od 14. ožujka do 5. lipnja 2022. na Novoj TV u Hrvatskoj.
24. rujna 2024. godine započele su prijave šeste sezone. 

## Format
Formati prve dvije sezone međusobno se razlikuju. Format prve sezone sličan je ranim sezonama američke inačice, dok je druga sezona slična izvornoj seriji Robinson.
Osnovna premisa obiju inačica je da su natjecatelji podijeljeni u dva plemena i ostavljeni na otoku više od mjesec dana u kojima moraju jedni drugima osigurati hranu, vodu, vatru i sklonište. Svakih nekoliko dana plemena se trebaju natjecati u izazovu ili za nagradu (obično hranu, piće, udobnost ili predmete koji pomažu u životu u kampu) ili za imunitet. Pleme koje osvoji imunitet sigurno je od eliminacije i ne mora posjetiti Plemensko vijeće, ceremoniju na kojoj se igrač izbacuje iz plemena.
Otprilike na polovici natjecanja, plemena se spajaju, a izazovi postaju pojedinačni. Obično samo jedna osoba ima pravo na imunitet ili nagradu, iako postoji povremeni ekipni izazov za nagradu. Tijekom ove faze igre, eliminirani natjecatelji pridružuju se žiriju. Kada dođe vrijeme za Završno plemensko vijeće (što se događa s dvoje do četvero natjecatelja), natjecatelji se međusobno ne izjašnjavaju. Umjesto toga, žiri sluša igrače koji se izjašnjavaju, postavljaju pitanja i na temelju informacija koje su dobili, daju svoj glas za pobjednika. Igrač s najviše glasova osvaja igru i novčanu nagradu. U prvoj sezoni, iako je postojao sustav žirija, javnost je umjesto toga glasala za pobjednika. Porotnici su također dobili pravo suzdržanosti od glasovanja.
U igri je bilo i nekoliko obrata. Na početku prve sezone postojao je izazov u kojem je igrač iz obaju plemena automatski eliminiran ako izgubi. Ovo je najvjerojatnije nadahnuto sličnim obratom iz Survivora: Palau, sezona koja je nedavno završila prikazivanje kada je počeo Odisejev otok. U drugoj sezoni, u igri je bio "Otok prognanih". Inspiriran otokom Redemption iz prethodnih verzija serije, Otok prognanih je zaseban otok na koji se šalje natjecatelj nakon što je izglasan. Moraju sebi osigurati sklonište, hranu, vatru i vodu dok čekaju da drugi igrač bude izglasan. Kada su dva igrača, oni sudjeluju u dvoboju gdje se poraženi šalje pred žiri (osim ako ne prekrše pravila, u slučaju kojega su trajno izbačeni). Ciklus se ponavlja do spajanja, gdje se pobjednik službeno ponovno uključuje u igru i otok više nije u igri. Posljednjeg dana, zadnjih 6 igrača natjecalo se u izazovu gdje su dva poražena poslana pred žiri, a završnih četvero igrača prešlo je na Završno plemensko vijeće.

## Sezone
| #  | Sezona                 | Pobjednik                      | Drugo mjesto                   | Treće mjesto                  | Četvrto mjesto                | Glasovi                       | Kandidati | Broj dana | Plemena                                         | Lokacija                             | Godina |
| -- | ---------------------- | ------------------------------ | ------------------------------ | ----------------------------- | ----------------------------- | ----------------------------- | --------- | --------- | ----------------------------------------------- | ------------------------------------ | ------ |
| 1. | Odisejev otok          | Vazmenko Pervan                | Vedran Rubrik Šehić            | Kristina Sesar                | /                             | 68%-32%-0                     | 20        | 45        | Ammos Petros Zoi                                | Mljet, Hrvatska                      | 2005.  |
| 2. | Kostarika              | Vladimir "Vlada" Vuksanović    | Milan Gromilić                 | Nikola Šoć                    | Sebastijan Flajs              | 6-5-2-0                       | 18        | 37        | Matambo Boruka Sibu                             | Nacionalni park Corcovado, Kostarika | 2012.  |
| #  | Sezona                 | Pobjednik                      | Pobjednik                      | Drugo mjesto                  | Drugo mjesto                  | Drugo mjesto                  | Kandidati | Broj dana | Plemena                                         | Lokacija                             | Godina |
| 3. | Dominikanska Republika | Nevena Blanuša Stefan Nevistić | Nevena Blanuša Stefan Nevistić | Goran Špaleta Milica Dabović  | Goran Špaleta Milica Dabović  | Goran Špaleta Milica Dabović  | 20        | 50        | Plavi (privremeno Azua) Crveni (privremeno Mao) | Dominikanska Republika               | 2022.  |
| 4. | Survivor 2023          | Antonia Ivić Nataša Kondić     | Antonia Ivić Nataša Kondić     | Denis Sviličić Anja Andrejić  | Denis Sviličić Anja Andrejić  | Denis Sviličić Anja Andrejić  | 20        | 50        | Plavi Crveni                                    | Dominikanska Republika               | 2023.  |
| 5. | Survivor 2024          | Luka Rimac Tijana Jeremić      | Luka Rimac Tijana Jeremić      | Mihaela Pavlović Stefan Arsić | Mihaela Pavlović Stefan Arsić | Mihaela Pavlović Stefan Arsić | 20        | 50        | Plavi Crveni                                    | Dominikanska Republika               | 2024.  |
| 6. | Survivor 2025          | Luciano Plazibat Uroš Čiča     | Luciano Plazibat Uroš Čiča     | Lara Zavorović Ksenija Bajić  | Lara Zavorović Ksenija Bajić  | Lara Zavorović Ksenija Bajić  | 20        | 50        | Žuta Zelena                                     | Dominikanska Republika               | 2025.  |

## Napomene
1. ↑  Iako su sve ove sezone tehnički odvojene serije, kuće koje su izvještavale o sezonama, poput Slobodne Dalmacije, prve dvije sezone nazvale su "prva i druga sezona".[4]

## Vanjske poveznice
- Službena stranica
- Survivor Hrvatska (kanal) na YouTubeu
- Survivor Hrvatska na Instagramu
- Survivor Hrvatska na Facebooku